# Carmen Russo
Carmen Russo, née Carmela Russo à Gênes en Italie le 3 octobre 1959, est une danseuse, actrice, et chanteuse italienne.

## Biographie
Carmen Russo passe sa jeunesse dans la région de Modène où elle devient en 1972, miss Émilie-Romagne. Elle commence sa carrière d'actrice dans les années 1970, jouant notamment dans de nombreux films appartenant à un genre à succès à l'époque en Italie, la Commedia erotica all'italiana (la sexy comédie à l'italienne), genre cinématographique mêlant comique et érotisme.
Tournant surtout jusque dans les années 1980, elle semble aujourd'hui avoir mis un terme à sa carrière, se consacrant à une école de danse située à Naples.
En août 2012, elle annonce être enceinte. Cette annonce provoque quelques polémiques, dues surtout à son âge (53 ans) et celui de son mari (63 ans).
Le 14 février 2013, le couple annonce la naissance de leur fille prénommée Maria.
En 2017, elle participe à la saison 2 de Grande Fratello VIP. Elle y est entrée le 36e jour, et a été éliminée le 50e.

## Filmographie

### Cinéma
- 1975 : Di che segno sei? de Sergio Corbucci : Fille harcelée (non créditée)
- 1975 : Marc la gâchette (Mark il poliziotto spara per primo) de Stelvio Massi
- 1976 : L'Homme sans pitié : Cassiera del Bar
- 1977 : Nerone : Lucilla
- 1979 : Aldo fait ses classes : Otello's Client
- 1979 : I viaggiatori della sera : The phoning Girl - in the beginning (non créditée)
- 1979 : L'infirmière de l'hosto du régiment : Modella
- 1979 : Liquirizia : Fulvio's date
- 1979 : Les Vierges damnées (Un'ombra nell'ombra) de  Pier Carpi
- 1980 : Contes pervers : Luciana
- 1980 : Girls Will Be Girls : Cameriera
- 1980 : Le retour de Patrick : Cheryl Kraft
- 1980 : The Porno Killers : Virginia (en tant que Carmen Bizet)
- 1981 : Bonne comme du pain : Lisette
- 1981 : La maestra di sci : Celia Berni
- 1981 : La Vamp du bahut : Valentina Buratti
- 1981 : Le Pont d'Enzo Barboni
- 1982 : Adorables infidèles : Claudia / Alberto's wife
- 1982 : Cuando calienta el sol... vamos a la playa : Samantha
- 1982 : Quella peste di Pierina : Rosy Marcotulli, sorella
- 1982 : Ti spacco il muso, bimba!
- 1983 : Paulo Roberto Cotechiño centravanti di sfondamento : Fidanzata di Cotechino
- 1984 : Il tifoso, l'arbitro e il calciatore : Manuela

### Courts-métrages
- 2014 : Un fidanzato modello

### Télévision

#### Séries télévisées
- 1979 : Sam et Sally de Robert Pouret, épisode : Bedelia, : La femme du restaurant
- 1986 : Un fantastico tragico venerdì : Présentatriceess
- 1989 : Io Jane, tu Tarzan : Jane
- 1996 : Hostal Royal Manzanares
- 2014 : Chiringuito de Pepe : Francesca